# HD 46487
HD 46487，又名BD-01 1274，SAO 133404、HR 2395，是一颗恒星，视星等为5.1，位于銀經211.99，銀緯-4.52，其B1900.0坐标为赤經6h 28m 33.3s，赤緯-1° -4.52′ 40″。